# Horng-Tzer Yau
Horng-Tzer Yau (* 1959 in Taiwan) ist ein taiwanisch-US-amerikanischer mathematischer Physiker.

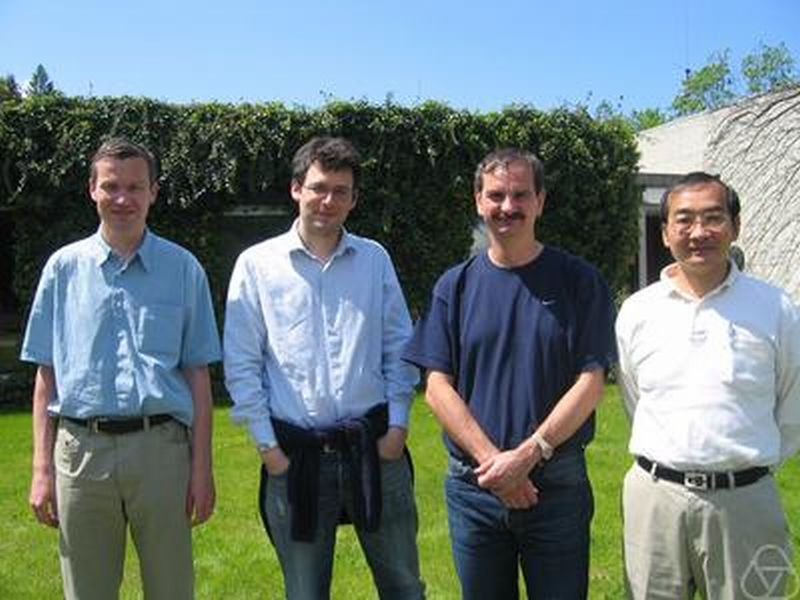
Horng-Tzer Yau (rechts) in Oberwolfach 2008

## Leben
Yau studierte an der National Taiwan University (Bachelor 1981) mit Schwerpunkt Mathematik und promovierte 1987 an der Princeton University bei Elliott Lieb (Stability of Coulomb Matter). Ab 1988 war er an der New York University, wo er 1994 Professor am Courant Institute of Mathematical Sciences of New York University wurde. 2003 ging er als Professor an die Stanford University und 2005 an die Harvard University. Er war mehrfach am Institute for Advanced Study (1987/99, 1991/92, 2003).
Yau befasst sich mit mathematischen Problemen der statistischen Mechanik und in Vielteilchenproblemen und untersuchte unter anderem Fragen der Stabilität der Materie (teilweise mit Elliott Lieb) mit Anwendungen in der Astrophysik und die Dynamik von Bose-Einstein-Kondensaten. Er zeigte mit anderen mathematisch, dass Brownsche Bewegung mikroskopisch aus der quantenmechanischen Beschreibung eines (auch sehr kleinen, quantenmechanisch zu beschreibenden) Teilchens in einer zufälligen Umgebung (Schrödingergleichung mit zufällig verteiltem Potential) abgeleitet werden kann.
Yau war Sloan Research Fellow (1991–1993) und Packard Fellow (1991–1996). 2000 erhielt er eine MacArthur Fellowship. 2000 erhielt er den Henri-Poincaré-Preis. Er ist Mitglied der Academia Sinica und der American Academy of Arts and Sciences. 2001 erhielt er auf dem 2. Internationalen Kongress Chinesischer Mathematiker die Morningside-Medaille in Gold. 1998 war er Invited Speaker auf dem Internationalen Mathematikerkongress in Berlin (Scaling limits of particle systems, incompressibel Navier-Stokes equation and Boltzmann equation) und 2002 in Peking (Derivation of the Euler equations from many body quantum mechanics, mit Bruno Nachtergaele). Er ist Fellow der American Mathematical Society und seit 2013 Mitglied der National Academy of Sciences.